# Kakigori
El kakigori (かき氷) són unes postres japoneses fetes de gel raspat amb xarop similar al snow cone però de textura més fina. N'hi ha de diversos sabors: maduixa, meló, raïm, te verd i blue-hawaii.